# Diisodecylphthalat
Diisodecylphthalat ist ein Gemisch aus mehreren organischen, chemischen Verbindungen (Isomeren) aus der Gruppe der Phthalate (Ester der Phthalsäure), das als Weichmacher für PVC verwendet wird. Es ist eine farblose, fast geruchlose, ölige Flüssigkeit.

## Verwendung
Diisodecylphthalat wird als Weichmacher für PVC (mit einer besonders niedrigen Flüchtigkeit und sehr guten Kälteflexibilität) vor allem für Anwendungen im höheren Temperaturbereich (z. B. Kabel in Fahrzeugen) verwendet. DIDP wird jedoch auch bei PUR- und Epoxidharzklebstoffen verwendet. Es ist verboten, die Substanz in Spielzeug und Babyartikeln, die von Kindern in den Mund genommen werden können, zu verwenden, da die Substanz in der Anlage 1 der Bedarfsgegenständeverordnung gelistet ist.

## Nachweis
Qualitativ und quantitativ nachgewiesen werden kann Diisodecylphthalat durch chromatographische Verfahren wie z. B. durch HPLC und Gaschromatographie, insbesondere in der Kopplung dieser Verfahren mit der Massenspektrometrie.

## Externe Links zu erwähnten Verbindungen
1. ↑  Externe Identifikatoren von bzw. Datenbank-Links zu 1,2-Benzoldicarbonsäure, di-C9-11-verzweigte Alkylester, C10-reich:  CAS-Nr.: 68515-49-1, EG-Nr.: 271-091-4, ECHA-InfoCard: 100.064.609, Wikidata: Q72467307.